# Hàng không năm 1914
Đây là danh sách các sự kiện hàng không nổi bật xảy ra trong năm 1914:

## Các sự kiện

### Tháng 1
- 1 tháng 1 - St. Petersburg/Tampa Airboat Line bắt đầu hoạt động, trở thành công ty hàng không đầu tiên cung cấp các dịch vụ bay đều đặn, vởi phi công Anthony Jannus chuyên chở hành khách trên chiếc thủy phi cơ (thuyền bay) Benoist. A.C. Pheil là hành khách đầu tiên.

### Tháng 2
- Sikorsky Ilya Muromets đã phá kỷ lục thế giới khi mang 16 người lên độ cao 2.000 mét (6.562 ft).
- 8 tháng 2 - 10 - Berliner, Haase và Nikolai bay 3053 km trên chiếc khí cầu tự do từ Bitterfeld đến Perm. Kỷ lục này chỉ bị phá vỡ vào năm 1950.

### Tháng 4
- 16 tháng 4 - Quân đoàn hàng không Canada được thành lập.
- 20 tháng 4 - 3 chiếc máy bay của Hải quân Hoa Kỳ rời khỏi Pensacola trên boong tàu USS Mississippi để hỗ trợ các đơn vị tại Vera Cruz, México. Họ thực hiện các chuyến bay trinh sát đến 12 tháng 5.
- April 20 - Howard Pixton chiến thắng trong Cúp Schneider tại Monaco. Pixton đạt vận tốc trung bình 139.66 km/h (86.78 mph) trong suốt cuộc đua trên chiếc máy bay Sopwith Schneider

### Tháng 7
- 10 tháng 7 - 11, Một người Đức tên là Reinhold Böhm đã bay trên chiếc máy bay 2 tầng cánh có tên gọi là Albatros trong 24 giờ và 12 phút mà không tiếp nhiên liệu và dừng lại. Phải đến năm 1927 một người đàn ông khác mới phá vỡ được kỷ lục này.
- 28 tháng 7 - Chiến tranh thế giới I bùng nổ Hàng không đã thay đổi chiến tranh trong một hướng gấp đôi. Máy bay đã tạo ra một trận chiến mới với 20.000 phi công, hầu hết những phi công được huấn luyện đều chết. Máy bay loại trừ đi sự khác nhau giữa tiền tuyến và hậu phương, và dân cư ở những nơi cách xa mặt trận cũng trở thành mục tiêu của máy bay.
- 30 tháng 7 - Trygve Gran thực hiện chuyến bay đầu tiên xuyên qua Biển Bắc trên một chiếc máy bay.

### Tháng 8
- 8 tháng 8 - Một người Pháp quan sát không trung đã bị thương bởi đạn bắn từ máy bay, anh ta trở thành người đầu tiên bị thương của nước Pháp do máy bay.
- 13 tháng 8 - Royal Aircraft Factory BE.2 trở thành máy bay đầu tiên của Anh thành công ở Pháp trong chiến tranh.
- 25 tháng 8 - Máy bay đầu tiên của người Đức bị bắn hạ.
- 30 tháng 8 - Paris bị ném bom bởi các máy bay của Đức lần đầu tiên - một chiếc máy bay Etrich Taube được điều khiển bởi đại úy Ferdinand von Hiddessen.

### Tháng 9
- 27 tháng 9 - Một nhóm máy bay ném bom đầu tiên của Pháp được thành lập.

### Tháng 10
- 5 tháng 10 - Trung sĩ Joseph Frantz và hạ sĩ Louis Quenault thuộc đơn vị Escadrille VB24 đã lần đầu tiên bắn hạ máy bay trong một cuộc không chiến, họ đã bắn hạ một chiếc máy bay Đức loại Aviatik B.II bằng súng máy từ chiếc máy bay Voisin III của họ phía trên Jonchery, Reims.
- 8 tháng 10 - Phi đội trưởng Charles Samson, sĩ quan của RNAS lập kế hoạch tiến hành cuộc không kích chiến lược đầu tiên vào các mục tiêu trên lãnh thổ Đức. 2 chiếc máy bay loại Sopwith Tabloid đã tấn công nhà kho chứa khí cầu Zeppelin tại Düsseldorf. Một chiếc máy bay tấn công nhà ga đường sắt ở Köln, những máy bay khác, được dẫn đầu bởi phi đội trưởng Reggie Marix đã tìm mục tiêu và phá hủy một nhà chứa khí cầu Z.IX.

### Tháng 11
- 21 tháng 11 - 3 chiếc máy bay của RNAS loại Avro 504 ném bom nhà kho chứa khí cầu Zeppelin tại Friedrichshafen.

### Tháng 12
- 21 tháng 12 - Vương quốc Anh bị máy bay Đức ném bom lần đầu tiên - một chiếc Taube đã ném bom gần Admiralty Pier, Kent.
- 25 tháng 12 - HMS Empress, HMS Engadine và HMS Riviera thực hiện các cuộc tấn công bằng thủy phi cơ vào các nhà kho chứa khí cầu Zeppelin tại Cuxhaven. Sương mù đã ngăn cản máy bay đến được mục tiêu, và chỉ có 3 chiếc trong 9 chiếc máy bay quay trở về được tàu mẹ.

## Chuyến bay đầu tiên

### Tháng 1
- Sikorsky Ilya Muromets

### Tháng 7
- Vickers F.B.5 Gunbus